# Bale Nosar
Bale Nosar is een bestuurslaag in het regentschap Aceh Tengah van de provincie Atjeh, Indonesië. Bale Nosar telt 357 inwoners (volkstelling 2010).